# Zosterops minor
Zosterops minor е вид птица от семейство Zosteropidae.

## Разпространение
Видът е разпространен в Индонезия и Папуа Нова Гвинея.